# Martín Sastre
Martín Sastre (Montevideo, 13 de febrero de 1976) es un director de cine y artista uruguayo, que trabaja con películas, vídeo, escultura, fotografía y dibujo.

## Biografía
Martín Sastre nació en el Hospital Británico de Montevideo, ciudad donde creció y comenzó a estudiar cine a los 8 años.
En el año 2002 fue becado por la Fundación Carolina para residir en Madrid donde realizó la Trilogía Iberoamericana, una trilogía de vídeos formada por: Videoart: The Iberoamerican Legend, Montevideo: The Dark Side of the Pop y Bolivia 3: Confederation Next.
En 2003 produce el video The Martin Sastre Foundation for the Super Poor Art, con el eslogan Adopte un Artista Latino, para que mecenas por Internet puedan adoptar "un artista súper pobre, un artista de Latinoamérica" para que pueda acceder al circuito internacional. Este video es una crítica a la falta de apoyo de estos artistas.
En 2004 su vídeo Bolivia 3: Confederation Next, donde pelea con el artista estadounidense Matthew Barney, es elegido para representar a Uruguay en la Bienal de São Paulo, Brasil.
Durante la Bienal de Venecia en 2005 se estrena su obra Diana: The Rose Conspiracy, un cortometraje de ficción donde el artista reclama haber descubierto que la princesa Diana de Gales no murió en París en 1997, sino que vive escondida en un barrio en la periferia de Montevideo. Ese mismo año, la Fundación Martín Sastre beca a tres artistas alemanas de la Bauhaus en Weimar para vivir en Montevideo a través del programa Sea un Artista Latinoamericano.
Diana, The Rose Conspiracy, destacada por The New York Times, desde 2019 forma parte de la colección permanente del Museo Solomon R. Guggenheim de New York.

## Miss Tacuarembó
En 2010 filmó su primer largometraje titulado Miss Tacuarembó. Fue nominada a 6 Cóndor de Plata por la Asociación de Cronistas Cinematográficos de la Argentina y galardonada como la Mejor Película de la sección Zonacine en el Festival de Cine de Málaga en 2011, donde Martín Sastre también obtiene el premio ALMA al Mejor Guion otorgado por el Sindicato de Guionistas de España.

## U from Uruguay
U from Uruguay es una obra conceptual creada por Martín Sastre formada por un vídeo, un perfume artesanal y un Fondo para artistas contemporáneos, popularmente llamada “El perfume del Pepe”, ya que el perfume fue realizado con esencias extraídas de las flores cultivadas por el presidente de Uruguay, José Mujica.
La primera fase de la obra fue la creación del vídeo U from Uruguay, estrenado el 22 de noviembre de 2012, en el marco de la Primera Bienal de Montevideo.
La fragancia fue realizada pocos meses después de que el artista recogiera, junto al mandatario y su mujer, la senadora Lucía Topolansky, crisantemos y hierbas silvestres autóctonas de Uruguay en la charca del Rincón del Cerro, donde residen el presidente y su esposa.
La fase final del proyecto consistió en la subasta del perfume para que un 90 % fuese destinado a la creación del primer Fondo Nacional de Arte Contemporáneo de Uruguay a favor de artistas latinoamericanos.

## Eva Perón
En el marco de la Primera Bienal de Performance BP15 Sastre realiza el día 1 de mayo una acción titulada Eva: Volveré y seré performer donde 300 personas pudieron ocupar, durante un minuto, el lugar de Eva Perón en el mismo balcón de Casa Rosada desde donde diese su último discurso el 1 de mayo de 1952, también participó la artista Marina Abramovic

## Nasha Natasha
Nasha Natasha (en español: Nuestra Natalia) es un documental de 2020, dirigido por Martín Sastre, sobre la gira de la actriz y cantante Natalia Oreiro por Rusia. Se preestrenó el 27 de junio de 2016, en la sección «Documental» de la 38.ª edición del Festival Internacional de Cine de Moscú y su estreno mundial fue el 6 de agosto de 2020 por Netflix. En 2021 obtiene los Premios Cóndor de Plata a Mejor Película en Coproducción y Mejor Canción Original por "Ojos de río" compuesta por Ricardo Mollo.

## Filmografía y videografía
- 2000, The E! True Hollywood Story, Heidiboy Channel.[15]
- 2001, Masturbated Virgin I; Masturbated Virgin II; Sor Kitty: The Missonary Nun.[16]
- 2002, Videoart: The Iberoamerican Legend, The Iberoamerican Videoart Awards.[17]
- 2003, The Martin Sastre Foundation, Nadia walks with me.[3]
- 2004, Montevideo: The Dark Side of the Pop, Bolivia 3: Confederation Next.[4]
- 2004, La mano en el fuego, videoclip de Fangoria.[18]
- 2005, Diana: The Rose Conspiracy.[5][17]
- 2006, Freaky Birthday: When Robbie became Martin.[17]
- 2007, Lala meets Barney, Fiebre Forever.[19]
- 2008, Kim x Liz, Madonna meets Sor Kitty (Latins do it better)[17]
- 2009, ¿Qué pretende usted de mí? Mensaje de la Argentina al Fondo Monetario Internacional, protagonizado por Isabel Sarli[20]
- 2009, Lo que siento por ti. (video de Miranda)
- 2010, Miss Tacuarembó (largometraje)[20]
- 2012, U from Uruguay.[20]
- 2014, Protocolo Celeste (cortometraje)
- 2014, Roberto, videoclip de El Cuarteto de Nos
- 2020, Nuestra Natalia.
- El ángel (preproducción).[21]

## Exhibiciones individuales
- 2006, Aura, Gallerie Filles du Calvaire, París, Francia.
- 2005, ¡Hola Australia!, Art Space, Sídney, Australia.
- 2005, The Iberoamerican Trilogy RMIT, Royal Melbourne Institute of Technology Melbourne, Australia.
- 2005, Fantastic Leme Gallery São Paulo, Brasil.
- 2005, Martin Sastre American As Well, Stills Gallery, Edimburgo, Reino Unido.
- 2005, The Iberoamerican Trilogy, Art In general Nueva York, Estados Unidos.
- 2005, The Iberoamerican Trilogy, MAC Museo de Arte Contemporáneo de Santiago y Metro Quinta Normal, Santiago, Chile.
- 2004, Martin Sastre American As Well, Site Gallery, Sheffield, Reino Unido.
- 2003, Planet Sastre/ Buenos Aires Galería Ruth Benzacar, Buenos Aires, Argentina.
- 2002, Planet Sastre, Casa de América Madrid, España.

## Exhibiciones grupales
- 2006, 12 Contemporary Experimental Images, Shanghái DUOLUN Museum of Modern Art, Shanghái, China.
- 2006, En las Fronteras, Museo d'Arte Contemporánea, Génova, Italia.
- 2005, 11 BIM Bienal de l'Image en Mouvement, Centre pour l'image contemporaine, Sain Gervais, Ginebra, Suiza.
- 2005, The Hours, Irish Museum of Modern Art, Dublín, Irlanda.
- 2005, Emergencias, MUSAC, Museo de Arte Contemporáneo de Castilla y León, León, España.
- 2004, XXVI Bienal Internacional de Sao Paulo, 'Representación Nacional de Uruguay San Pablo, Brasil.
- 2004, Playlist, Palais de Tokyo, París, Francia.
- 2004, Video X, Momenta Art, Nueva York, Estados Unidos.
- 2004, Superyo, MALBA Museo de Arte Latinoamericano de Buenos Aires, Buenos Aires, Argentina.
- 2003, VIII Bienal de la Habana, La Habana, Cuba.
- 2003, I Bienal Internacional de Praga, Praga, República Checa.
- 2002, You think I'm Superficial, Palm Beach Institute of Contemporary Art, Miami, Estados Unidos.
- 2001, El Final del Eclipse, Fundación Telefónica, Madrid, España.
- 2001, III Bienal del MERCOSUR Porto Alegre, Brasil.
- 2000, Big Quisiera ser grande, Momenta Art, Nueva York, Estados Unidos.

## Premios
2004 Premio ARCO para Jóvenes Artistas de la Comunidad de Madrid en la Feria ARCO.
2008 Premio Fundación Faena por '¿Qué pretende usted de mi? Mensaje de la Argentina al Fondo Monetario Internacional protagonizado por Isabel Sarli. 
2011 Premio ALMA del Festival de Cine de Málaga y el Sindicato de Guionistas de España por Miss Tacuarembó.
2021 Cóndor de Plata Mejor película en coproducción  de la Asociación de Cronistas Cinematográficos de la Argentina por Nasha Natasha.